# Vé điện tử

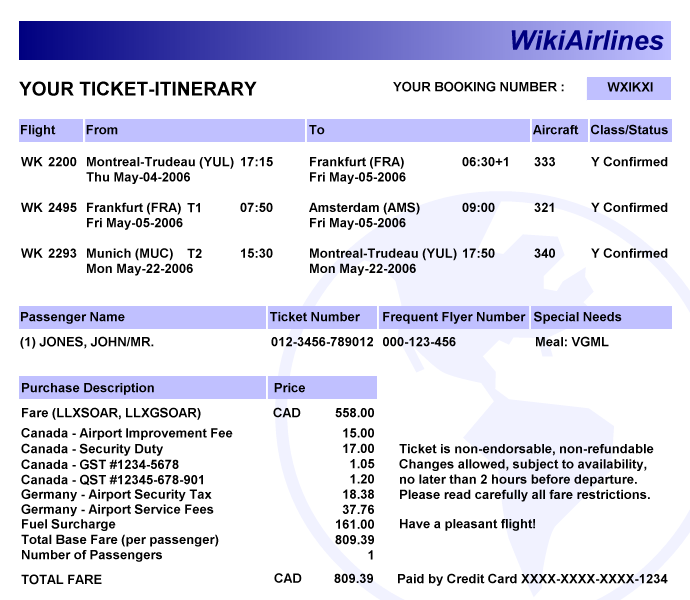
Vé điện tử máy bay.

Vé điện tử (tiếng Anh gọi là e-ticket) là một loại vé kỹ thuật số. Thuật ngữ này được dùng chủ yếu để nói về vé máy bay điện tử. Ngoài ra, vé điện tử còn được hiểu là vé tàu điện tử, vé điện thoại điện tử  hay vé giải trí điện tử được dùng trong các ngành công nghiệp giải trí.

## Vé máy bay
Vé máy bay dùng để đặt chỗ máy bay của một hãng hàng không, thông thường qua một website hoặc bằng điện thoại. Dạng vé máy bay này đang nhanh chóng thay thế loại vé giấy truyền thống. Trong khi vé giấy vẫn còn được sử dụng, các hãng hàng không thường thu thêm phí đối với việc in vé giấy. Vé điện tử cũng được nhiều địa điểm vui chơi giải trí sử dụng. Một khi sự giữ chỗ đã được thực hiện, một vé điện tử tồn tại chỉ dưới dạng ghi nhớ số trong các máy tính của hãng hàng không. Khách hàng thường in một bản biên nhận có chứa những thông tin liên quan đến việc đặt chỗ như: chuyến bay, số vé và số đặt chỗ.

### Làm thủ tục lên máy bay với một vé điện tử
Để làm thủ tục đăng ký lên máy bay, hành khách thường phải đến quầy check-in và trình mã xác nhận hoặc giữ chỗ. Trong nhiều hãng hàng không, không cần thiết phải trình mã thẻ vì việc xác nhận chỗ đã dựa trên số căn cước của khách hàng. Sau khi xác nhận giữ chỗ, khách sẽ được làm thủ tục gửi hành lý và lấy thẻ lên máy bay.

### Thời hạn cuối để chuyển qua vé điện tử
Năm 2004, Hiệp hội Vận tải Hàng không Quốc tế (IATA), ban Điều hành đã xác nhận ngày 31 tháng 12 năm 2007 là hạn chót cho các hãng hàng không chuyển đổi qua 100% vé điện tử.
Các hãng hàng không thành viên IATA đã phê chuẩn một thời gia hạn "xảy ra một lần" cho đến 31 tháng 5 năm 2008 là thời hạn chuyển qua 100% vé điện tử xử lý thông qua IATA Bank Settlement Plan.

## Vé tàu lửa điện tử
Amtrak bắt đầu cho phép phát hành vé điện tử cho mọi chuyến tàu vào ngày 30 tháng 07 năm 2012  Các vé này có thể được đăng ký trên mạng và in ra tập tin (dạng PDF), hoặc tại ki ốt Quik-Trak hoặc quầy tính tiền tại trạm.